# Medvedovics Mihály
Medvedovics Mihály (megh.: 1635-39 körül) evangélikus prédikátor, a szlovén Felsőszölnök lelkésze. Etnikai hovatartozása nem ismert.
Körülbelül 1601 előtt nevezték ki a falu élére, egy akkori nemesi összeírásban találhatjuk meg nevét ugyanis. Ebben az áll, hogy Medvedovics parókiájához öt zsellér tartozik, akik fél nap igás és egy nap gyalog robotot tartoznak neki adni. Az 1627. évi adatok szerint rét és szőlő is a birtokában volt a papnak.

1628-ban részt vett a csepregi zsinaton. Utóda Donkóczi Miklós lett.